# Hostess Entertainment
Hostess Incorporated (ホステス株式会社 Hosutesu Kabushiki Gaisha?), DBA Hostess Entertainment (ホステス・エンタテインメント Hosutesu Entateinmento?) Unlimited, fue un grupo de artistas y sellos alternativos occidentales en Japón, tales como Beggars Group (4AD/XL/Matador/Rough Trade), Domino Records, V2 Records, Brassland, Virgin Music Label & Artist Services y PIAS UK Distribution. Los artistas que firmaron con Hostess incluyen a Adele, Radiohead, Arctic Monkeys, Warpaint, Mogwai, Theme Park, The xx, Bon Iver y Vampire Weekend. Fue fundado en 2000 por Andrew "Plug" Lazonby, un alumno del Royal College of Music.
Este sello se encuentra actualmente disuelto, cesando su distribución y operaciones desde 2019.